# Джермазино
Джермазино (итал. Germasino) — коммуна в Италии, находится в регионе Ломбардия, в провинции Комо.
Население составляет 255 человек (2008), плотность населения составляет 14 чел./км². Занимает площадь 18 км². Почтовый индекс — 22010. Телефонный код — 0344.
Покровителями коммуны почитаются священномученик Климент, папа Римский, празднование 23 ноября, и святой Донат из Ареццо.

## Демография
Динамика населения:

## Администрация коммуны
- Официальный сайт: https://web.archive.org/web/20100510025234/http://www.comunegermasino.it/